# Your Ruin...
Albums de Vermeth
Suicide Or Be Killed!
(2008)

Your Ruin... est le premier album du groupe de black metal français Vermeth. Il fut publié en 2001 sur le label Drakkar Productions.

## Titres
| No | Titre                | Durée |
| -- | -------------------- | ----- |
| 1. | Intro (Your Ruin...) | 2:01  |
| 2. | The Black Legions    | 4:22  |
| 3. | Eternal Dark Being   | 4:54  |
| 4. | Let Blood Flow       | 5:17  |
| 5. | Unholy Rapture       | 4:48  |
| 6. | Black Remembrance    | 4:07  |
| 7. | Die Bastard          | 5:04  |
| 8. | Outro                | 1:40  |